# اتحادیه فوتبال سودان جنوبی
اتحادیه فوتبال سودان جنوبی (انگلیسی: South Sudan Football Association) نهاد اداره‌کننده مسابقات فوتبال و فوتسال در کشور سودان جنوبی است.
این سازمان که در سال ۲۰۱۱ تأسیس شده عضو کنفدراسیون فوتبال آفریقا و فیفا نیز می‌باشد و مقر آن در شهر جوبا است.